# Хорхорин, Григорий Сергеевич
Григо́рий Серге́евич Хорхо́рин (29 января 1900, Санкт-Петербург — 21 марта 1939, Москва) — майор государственной безопасности, депутат Верховного Совета РСФСР. Входил в состав особой тройки НКВД СССР.

## Биография
Родился в Санкт-Петербурге 20 января 1900 года.
Член РКП(б) c декабря 1918.
В органах ВЧК−ОГПУ−НКВД с 1920.
В 1917 г. слушатель Петроградских курсов телеграфистов. Член РКП(б) с декабря 1918 г.
В 1918—1920 гг. в РККА, инспектор районной транспортной ЧК (Москва). С 1920 года помощник особоуполномоченного, инспектор Петроградской окружной транспортной ЧК. Далее председатель Окружной транспортной ЧК Мурманской железной дороги.
В 1922—1925 гг. помощник особоуполномоченного, особоуполномоченный Петроградского окружного транспортного отдела ГПУ по Мурманской железной дороге, заместитель начальника, начальник Секретно-оперативной части Окружного транспортного отдела ГПУ Октябрьской железной дороги, начальник Секретно-оперативной части, заместитель начальника Окружного транспортного отдела ГПУ станции Петроград—Ленинград, врид помощника начальника информации, помощник начальника Информационного отдела, начальник Отделения по борьбе с контрабандой на транспорте Экономического отдела Полномочного представительства ОГПУ по Ленинградскому военному округу, заместитель начальника Объединённого отдела по борьбе с контрабандой Полномочного представительства ОГПУ по Ленинградскому военному округу.
В 1925—1927 гг. начальник Отделения по борьбе с контрабандой Управления пограничной охраны — Управления пограничной охраны и войск ГПУ Полномочного представительства ОГПУ по Ленинградскому военному округу.
В 1927—1929 гг. начальник Секретно-оперативной части Архангельского губотдела ГПУ, врид начальника Архангельского губотдела ГПУ, начальник Контрразведывательного отдела Полномочного представительства ОГПУ по Северному краю.
В 1929—1930 гг. слушатель Курсов усовершенствования при Высшей пограничной школе ОГПУ СССР.
В 1930—1931 гг. помощник начальника II отделения Особого отдела, помощник начальника Секретного отдела Полномочного представительства ОГПУ по Ленинградскому военному округу, врид начальника Секретного отдела Полномочного представительства ОГПУ по Ленинградскому военному округу.
В 1931—1933 гг. начальник I, IV отделения, помощник, заместитель начальника Секретно-политического отдела. В 1933—1935 гг. начальник Секретно-политического отдела Полномочного представительства ОГПУ — Управления НКВД по Ивановской Промышленной области, помощник начальника Управления НКВД по Ивановской Промышленной области. В 1935—1936 гг. заместитель начальника Управления НКВД по Ивановской области.
В 1936—1937 гг. помощник наркома внутренних дел Белорусской ССР, начальник III отделения УГБ НКВД Белорусской ССР, заместитель наркома внутренних дел Белорусской ССР.
С 1 октября 1937 г. начальник Управления НКВД по Читинской области, начальник Особого отдела НКВД Забайкальского военного округа. Этот период отмечен вхождением в состав особой тройки, созданной по приказу НКВД СССР от 30.07.1937 № 00447 и активным участием в сталинских репрессиях.
С 05.12.1935 — майор государственной безопасности. Депутат Верховного Совета РСФСР 1-го созыва.

## Завершающий этап
Был уволен 2 декабря, а арестован 5 декабря 1938 года. Умер в московской Бутырской тюрьме 21 марта 1939 года во время следствия. Не реабилитирован.
После ареста Г.Хорхорина его жена — Хорхорина Мария Владимировна (род. 1904) также была арестована. Приговор — 5 лет лишения свободы, которые отбывала в Севвостлаге. Реабилитирована в 1956 году. 